# 耶律马五
耶律马五，金朝开国功臣之一，契丹族，耶律氏。
耶律马五英勇善战，早年在辽朝为将。辽道宗时，担任乌古敌烈统军使。大康八年（1082年），担任北院大王。辽亡降金，为招讨都监。金太宗天会四年（1126年），跟随右副元帅完颜宗翰攻打北宋，在文水（今山西文水县）击破宋朝张灏军四千，为宗翰攻克太原创造条件。参与攻克开封，灭亡北宋。天会六年（1128年），随右副元帅完颜宗辅南伐，攻取房州（今湖北房县），擒获南宋转运使刘吉、邓州通判王彬。攻略汉上，至上蔡，先锋攻破宋孔家军。天会七年（1129年），与完颜宗弼等分路南进，在扬州攻袭宋高宗，高宗渡江逃建康（今江苏南京）。天会八年（1130年），在陇州（今陕西陇县）击败宋军，降一县而还。金世宗大定年间，追赠金吾卫上将军，名列衍庆功臣。